# Lucius Mallius
Lucius Mallius war ein römischer Maler, der Ende des 3. und Anfang des 2. Jahrhunderts v. Chr. in Rom tätig war.
Er ist nur durch eine Anekdote bekannt, die vom spätantiken Philosophen und Grammatiker Macrobius überliefert wurde. Der Anekdote zufolge ließ Servilius Geminus bei einem gemeinsamen Mahl im Hinblick auf den missratenen Sohn des Lucius Mallius die spöttische Bemerkung fallen, dass er sich besser in der Malerei verstehe als in der Bildnerei („Non similiter, Malli, fingis et pingis“). Mallius soll erwidert haben, dass er seine Bilder auch bei Tageslicht anfertige, im Gegensatz zu seinem Sohn, der in der Nacht geschaffen wurde („In tenebris enim fingo luce pingo“).
Es wird angenommen, dass Lucius Mallius wie der Maler Gaius Fabius Pictor von adeligem Stand war, er im Gegensatz zu diesem jedoch gewürdigt wurde und als einer der besten Maler seiner Zeit galt.